# Euchilia donckieri
Euchilia donckieri är en skalbaggsart som beskrevs av Thierry Bourgoin 1915. Euchilia donckieri ingår i släktet Euchilia och familjen Cetoniidae. Inga underarter finns listade i Catalogue of Life.